# Лесодача
Лесодача (бывш. Лилиенфельд, нем. Lilienfeld) — посёлок в Гулькевичском районе Краснодарского края России. Входит в состав сельского поселения Венцы-Заря.

## История
Основан как немецкое лютеранское село Лилиенфельд выходцами из Бессарабской, Таврической губерний и Поволжья. До 1917 года населённый пункт относился к Новомихайловской волости Лабинского (Закубанского) отдела Кубанской области. 
По состоянию на 1926 год колония Лилиенфельд в административном отношении входила в состав Отрадо-Ольгинского сельсовета Григорополисского района Армавирского округа Северо-Кавказского края; число её хозяйств составляло 67, число жителей — 290 (все немцы); имелась начальная школа.

## Население
| 1897 | 1926 | 2002 | 2010 |
| ---- | ---- | ---- | ---- |
| 282  | ↗290 | ↗517 | ↘505 |

## Улицы
- ул. 30 лет Победы,
- ул. 50 лет СССР,
- ул. Больничная,
- ул. Восточная,
- ул. Дружбы,
- ул. Мира,
- ул. Новая,
- ул. Октябрьская,
- ул. Рабочая,
- ул. Степная[8].